# Goaxis fuscofasciata
Goaxis fuscofasciata är en fjärilsart som beskrevs av Paul Dognin 1916. Goaxis fuscofasciata ingår i släktet Goaxis och familjen tandspinnare. Inga underarter finns listade i Catalogue of Life.